# Stadtgemeinde Slovenj Gradec

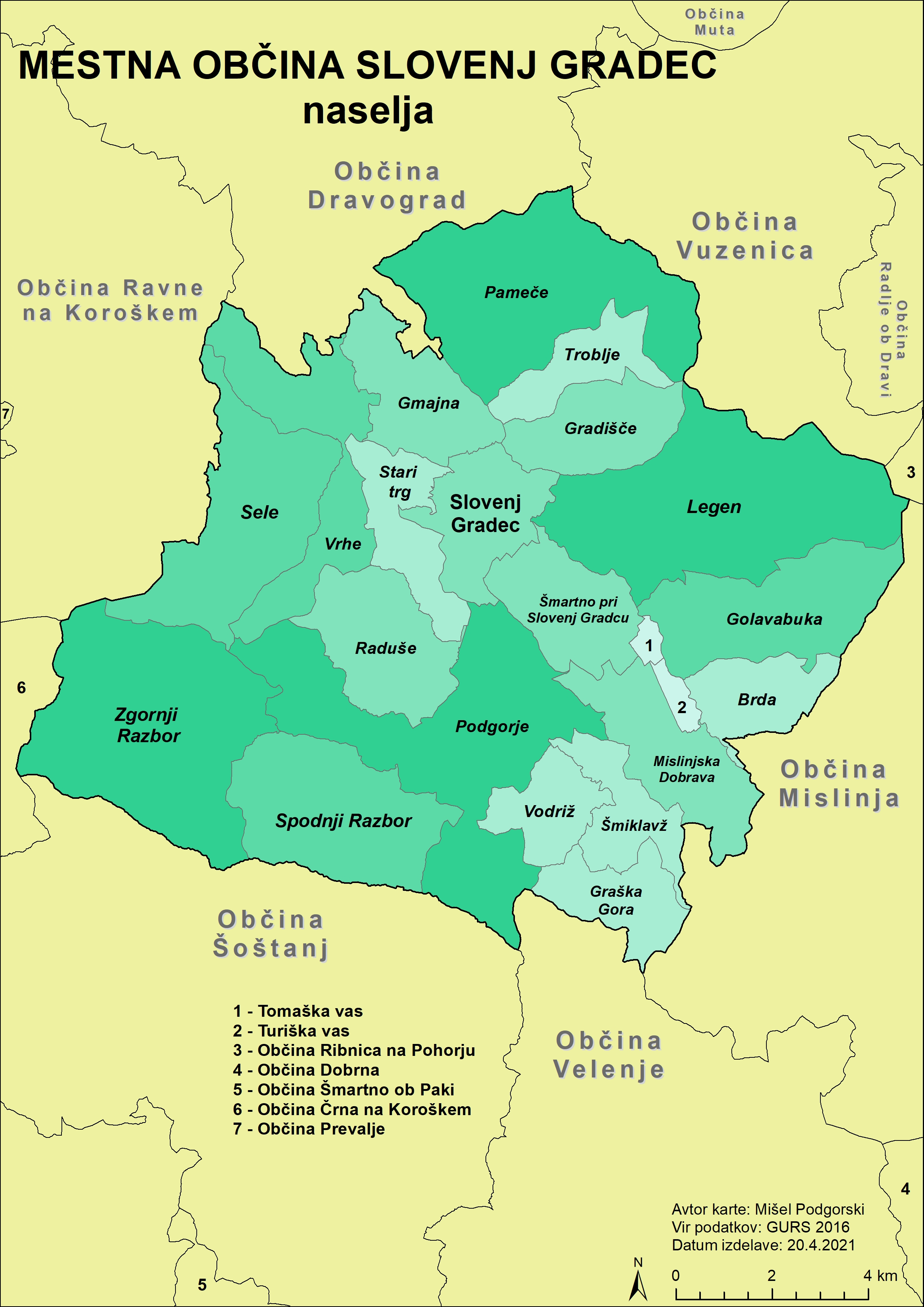
Übersichtskarte der Ortsteile

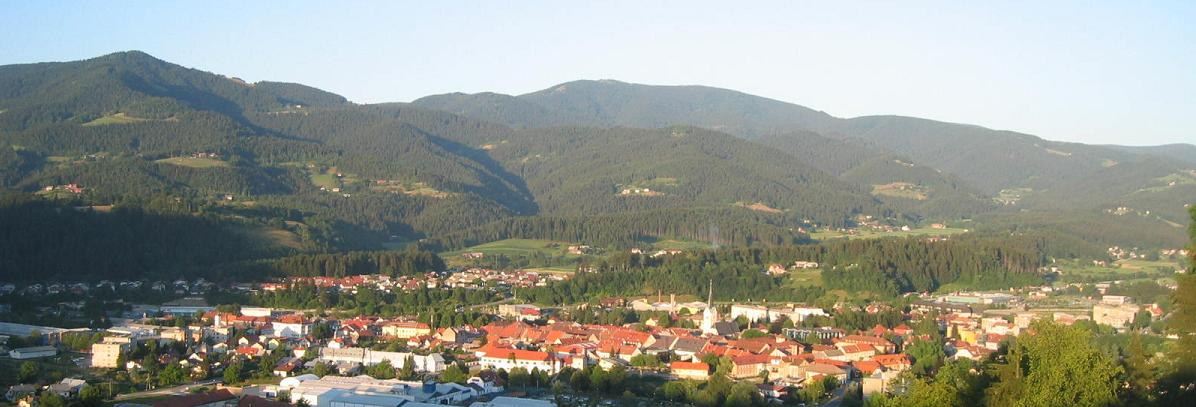
Slovenj Gradec

Die Stadtgemeinde Slovenj Gradec (slowenisch: Mestna občina Slovenj Gradec) ist eine der zwölf Stadtgemeinden Sloweniens.
Sie trägt den Namen ihres Hauptortes, der Stadt Slovenj Gradec und ist der statistischen Region Koroška (Unterkärnten) zugeordnet.
Im Jahr 2023 lebten 16.955 Personen in der Stadtgemeinde, davon 7.513 im Hauptort.

## Lage
Slovenj Gradec liegt im unteren Mislinja-Tal am Zusammenfluss von Mislinja und Suhodolnica.
Das Stadtzentrum selbst liegt auf 478 m. ü. A. Im Osten umfasst die Stadtgemeinde Teile des Pohorje (Bacherngebirge) und im Westen hat sie Anteil an den Karawanken (Karavanke), wo sie mit dem Berg Uršlja gora mit 1699 m. ü. A. ihre höchste Erhebung erreicht.
Slovenj Gradec liegt rund 45 km westlich der Stadt Maribor und rund 65 km nordöstlich der Landeshauptstadt Ljubljana.

## Stadtgliederung
Die eigentliche Stadt Slovenj Gradec gliedert sich in fünf Stadtbezirke (slow.: Četrtne skupnosti, Abkürzung: ČS).
- ČS Center
- ČS Legen-mesto
- ČS Polje
- ČS Stari trg-mesto
- ČS Štibuh

## Ortschaften und Siedlungen der Stadtgemeinde
Folgende Ortschaften und Siedlungen gehören zur Stadtgemeinde:
- Brda (Werde)
- Gmajna (Gmeine)
- Golavabuka
- Gradišče (Gradisch)
- Graška Gora (Grazerberg)
- Legen (Lechen), 1.085
- Mislinjska Dobrava (Dobrava)
- Pameče (Pametsch)
- Podgorje
- Raduše (Radus)
- Sele1 (Siele)
- Slovenj Gradec (Windischgrätz, Windischgraz)
- Spodnji Razbor (Unterrasswald)
- Stari trg (Altenmarkt)
- Šmartno pri Slovenj Gradcu (Sankt Martin)
- Šmiklavž (Sankt Nikolai)
- Tomaška vas
- Troblje (Rottenbach)
- Turiška vas (Türkendorf)
- Vodriž (Wiederdriss)
- Vrhe (Verche)
- Zgornji Razbor (Oberrasswald)

1 Sele gehört nur teilweise zur Stadtgemeinde Slovenj Gradec, die Gemeinde Ravne na Koroškem umfasst einen weiteren Teil.

## Nachbargemeinden
| Ravne na Koroškem | Dravograd                                   | Vuzenica           |
| Črna na Koroškem  | Kompassrose, die auf Nachbargemeinden zeigt | Ribnica na Pohorju |
| Šoštanj           | Velenje                                     | Mislinja           |

## Partnerstädte
- Český Krumlov, Tschechien, seit 1997.[3]

## Geschichte
Auf dem Gebiet der Stadtgemeinde Slovenj Gradec liegen zahlreiche Massengräber aus der Zeit des Zweiten Weltkriegs. Das größte Massengrab in der slowenischen Koroška befindet sich in Žančani zwischen den Ortsteilen Štari Trg und Raduše.
Ab den 1950er Jahren erlebte die Stadt eine rasante Industrialisierung und wurde schließlich zum inoffiziellen wirtschaftlichen und politischen Zentrum des slowenischen Kärntens. Im Jahr 1994 wurde sie zu einer der slowenischen Gemeinden mit dem Status einer Stadtgemeinde.

## Persönlichkeiten
- Söhne und Töchter der Gemeinde
- Personen, die im Ort gewirkt haben